# Distretto di Kati
Il distretto di Kati è un distretto della Tanzania situato nella regione di Zanzibar Centro-Sud. È suddiviso in 40 circoscrizioni (wards) e conta una popolazione di 76 346 abitanti (censimento 2012).
Elenco delle circoscrizioni:
- Bambi
- Binguni
- Bungi
- Charawe
- Cheju
- Chwaka
- Dunga Bweni
- Dunga Kiembeni
- Ghana
- Jendele
- Jumbi
- Kiboje Mkwajuni
- Kiboje Mwembeshauri
- Kidimni
- Kikungwi
- Koani
- Machui
- Marumbi
- Mchangani
- Mgeni Haji
- Michamvi
- Mitakawani
- Miwani
- Mpapa
- Ndijani Mseweni
- Ndijani Mwembepunda
- Ng'ambwa
- Pagali
- Pongwe
- Tindini
- Tunduni
- Tunguu
- Ubago
- Ukongoroni
- Umbuji
- Unguja Ukuu Kaebona
- Unguja Ukuu Kaepwani
- Uroa
- Uzi
- Uzini